# Aggressor (album Ektomorf)
Aggressor – dziesiąty album studyjny węgierskiej grupy muzycznej Ektomorf.

## Lista utworów
1. INtrO - 0:45
2. I - 3:49
3. AGGrESSoR - 2:35
4. HOLoCAUSt - 3:56
5. MoVe ON - 3:04
6. EvIL BY NAtURe - 4:22
7. YoU CaN't GEt MOrE - 3:21
8. EMOtIOnLESS WOrLD - 3:26
9. EAStSIDe - 4:16
10. SCaRS - 3:42
11. DAMnED NAtION - 2:38
12. YoU LOSt - 2:56
13. YoU'Re NOt FOr ME - 4:50
14. MeMeNtO - 3:03

## Twórcy
- Zoltán Farkas – gitara, śpiew
- Tamas Schrottner – gitara
- Szabolics Murvai – gitara basowa
- Robert Jaksa – perkusja